# Гильом IX (граф Оверни)

Графство Овернь на карте Франции XII века

Гильом IX (Guillaume IX d’Auvergne) — граф Оверни и Клермона (1194—1197).
Сын Роберта IV д’Овернь (ум. 1194) и Матильды де Лиме (ок. 1150—1201), дочери бургундского герцога Эда II.
Его родители поженились в 1165 году, и возможно, что Гильом был вторым ребёнком (первый — дочь Мария), поэтому дата его рождения предположительно 1168 год.
Гильом IX прижизненно ни в одном документе не упоминается. Однако его существование подтверждает Хроника Альберика де Труа-Фонтена (Alberic de Trois-Fontaines), которая сообщает, что Роберт, брат графов Оверни Гильома и Ги («Robertus frater Guilelmi et Guidonis comitum Alvernie») был в 1198 году назначен епископом Клермона.
В книге «Histoire généalogique de la maison d’Auvergne» Этьена Балюза (Etienne Baluze) утверждается, что Гильом IX был женат и его сын Роберт получил сеньорию Юффон, но умер бездетным.
В документе, датированном маем 1198 года, графом Оверни назван Ги — брат Гильома IX.